# Marek Jan Chodakiewicz
Marek Jan Chodakiewicz (* 1962 in Warschau) ist ein US-amerikanischer Historiker polnischer Abstammung und Autor mehrerer Bücher mit dem Schwerpunkt Geschichte Mittel-Osteuropas des 19. und 20. Jahrhunderts, jüdisch-polnischer Beziehungen, und LGBT. Chodakiewicz ist auch ein rechtsextremer Aktivist.

## Leben
1988 schloss Chodakiewicz sein Studium an der San Francisco State University ab. 2001 promovierte er an der Columbia University, 2003 wurde er Geschichtsprofessor am Institute of World Politics in Washington, D.C. Im April 2005 berief ihn Präsident George W. Bush in das United States Holocaust Memorial Council. Im Jahr 2009 kritisierte das Southern Poverty Law Center die Ernennung einer Person mit solch ungewöhnlichen Ansichten zur USHMM.
2019 sorgte er mit Schreiben und Vorträgen über LGBT für Kontroversen. Ebenfalls 2019 wurde er in einen Finanzskandal verwickelt.
Chodakiewicz lebt in den Vereinigten Staaten.

## Bücher
- 1996 [1995]: Ciemnogród? O Prawicy i Lewicy ISBN 83-86445-00-9
- 1997: Zagrabiona pamięć: Wojna w Hiszpanii, 1936-39 ISBN 83-907210-2-4
- 1997–1999: Tajne oblicze GL-AL, PPR. Dokumenty ISBN 83-87654-03-5 (mit Leszek Żebrowski und Piotr Gontarczyk)
- 1994, 1999: Narodowe Siły Zbrojne: „Ząb“ przeciw dwu wrogom ISBN 83-911097-1-2
- 2000: Żydzi i Polacy 1918-1955: Współistnienie, Zagłada, Komunizm ISBN 83-912541-8-6
- 2002: Editor: Ejszyszki. Kulisy zajść w Ejszyszkach: Epilog stosunków polsko-żydowskich na Kresach, 1944–45: Wspomnienia-dokumenty-publicystyka ISBN 83-911063-3-0
- 2003: Co-editor: Spanish Carlism and Polish Nationalism: The Borderlands of Europe in the 19th and 20th Centuries, Leopolis Press, ISBN 0-9679960-5-8.
- 2003: After the Holocaust: Polish-Jewish Relations in the Wake of World War II, East European Monographs, ISBN 0-88033-511-4.
- 2003: Co-editor: Poland's Transformation: A Work in Progress, Leopolis Press, ISBN 0967996023
- 2004: Co-editor: Ronald Reagan: Moja wizja Ameryki ISBN 83-919221-5-4
- 2004: Between Nazis and Soviets: Occupation Politics in Poland, 1939-1947, Lexington Books, ISBN 0-7391-0484-5.
- 2005: The Massacre in Jedwabne, July 10, 1941: Before, During, After, Columbia University Press and East European Monographs, ISBN 0-88033-554-8.
- 2019: O cywilizacji śmierci. Jak zatrzymać antykulturę totalitarnych mniejszości (Über die Zivilisation des Todes. Wie kann die Anti-Kultur totalitärer Minderheiten gestoppt werden?), S3 Media.